# Сыщики (телесериал)
«Сы́щики» — российский телесериал 2001—2006 годов. Режиссёры: Владимир Краснопольский, Валерий Усков, Дмитрий Брусникин, Юрий Павлов, Борис Казаков, Борис Щербаков.

## Сюжет
Арсений Петрович Колапушин — сыщик, который прославился умением раскрывать дела за 24 часа. Параллельно с основной работой он преподает в милицейской школе. И вот ему попадается, мягко говоря, не очень успевающий курсант-ОМОНовец Егор Немигайло, обладающий зато хорошей интуицией. После ряда комедийных ситуаций Егор становится верным помощником легендарного майора. Отныне неразлучная парочка сыщиков будут раскрывать самые сложные и запутанные преступления на протяжении пяти сезонов.

## В главных ролях
- Борис Щербаков — Арсений Петрович Колапушин, майор милиции/подполковник милиции/полковник милиции.
- Сергей Степанченко — Егор Фомич Немигайло, лейтенант милиции/старший лейтенант милиции/капитан милиции/майор милиции.
- Леонид Куравлёв — Савелий Игнатьевич Лютиков, полковник милиции/генерал-майор милиции.

## В ролях
- Спартак Мишулин — Алим Алимов, глава наркомафии (серия «Знак Иуды»)
- Анатолий Калмыков — уголовник Мотыльков (серия «Знак Иуды»)
- Даниил Спиваковский — Лёва (серия «Гончие по кровавому следу»)
- Сергей Баталов — Бадягин (серия «Дом, где исчезают мужья»)
- Николай Кочегаров — Несельроде (серия «Оливковое дерево»)
- Александр Белявский — Леонид Спасов, кандидат в губернаторы Санкт-Петербурга (серия «Оливковое дерево»)
- Владимир Стержаков — Водородов (серии «Оливковое дерево», «Раскаявшиеся грешники»)
- Виктор Раков — Поласкаев (серии «Исчезнувший Адонис», «Страсть», «Раскаявшиеся грешники»)
- Игорь Кваша — Возрожденцев (серия «Исчезнувший Адонис»)
- Вячеслав Невинный — сторож Филипп Аркадьевич Настрёмин (серия «Исчезнувший Адонис»)
- Виктор Сергачёв — Соломонов (серия «Чёрт лысый») / Костиков (пятый сезон, девятая серия «Форс-мажор»)
- Александра Захарова — Дина (серия «Дом, где исчезают мужья»)
- Владимир Носик — Стрелкин (серия «Дом, где исчезают мужья»)
- Дмитрий Брусникин — Алексей Гардин (серия «Оливковое дерево»)
- Дмитрий Шевченко — Герман Дудкин (серия «Гончие по кровавому следу»)
- Александр Семчев — Бабалюбов (серия «Октябрёнок с самолётиком»)
- Роман Мадянов — Игорь Ильич Корюшко (серия «Страсть») / генерал Павел Александрович Шугаев (пятый сезон)
- Даниил Страхов — Славик (серия «Исчезнувший Адонис»)
- Лариса Удовиченко — Юля (серия «Дом, где исчезают мужья»)
- Наталья Егорова — Анна Михайловна (серия «Дом, где исчезают мужья»)
- Александр Лазарев — продюсер Евгений Петрович Балясин (серия «Иерихонские трубы»)
- Андрей Ильин — звукорежиссёр Дмитрий Александрович Капсулев (серия «Иерихонские трубы»)
- Дарья Повереннова — певица Варя Шаманка (серия «Иерихонские трубы»)
- Альберт Филозов — нумизмат Копейкин (серия «Страсть»)
- Александр Мохов — Геннадий Загашников, милиционер-взяточник (серии «Знак Иуды», «Октябренок с самолётиком»)
- Нина Гребешкова — Лидия Викторовна, соседка Колопушина (серия «Знак Иуды»)
- Валерий Гаркалин — Щелчков / уголовник Чума (второй сезон, серия «Ангельская пыль»)
- Владимир Ровинский — Тихон (первый сезон)
- Евгений Киндинов — Тихон (второй сезон, серия «Детектор лжи», «Вспышка» и «Огонь небесный» / четвёртый сезон, серия «Без шума и пыли»)
- Евгений Стеблов — Андрей Мартынович Тобольский (второй сезон, серия «Детектор лжи»)
- Алёна Бондарчук — Полудьякова
- Валентина Малявина
- Владимир Гусев — Сева Тульский (серия «Гончие по кровавому следу»)
- Евгений Жариков — министр внутренних дел генерал Остапенко (серия «Оливковое дерево»)
- Сергей Греков — директор ФСБ / химик Глеб
- Владимир Стеклов — генерал (четвёртый сезон)
- Лев Прыгунов — генерал
- Римма Маркова — телеграфистка (третий сезон)
- Тамара Сёмина — Берестова
- Борис Клюев — адвокат
- Лариса Гузеева — Шурка (третий сезон)
- Валентина Талызина — Любовь
- Анатолий Лобоцкий — Крылов
- Олеся Судзиловская — Анастасия, хозяйка салона (серия «Октябренок с самолётиком»)
- Александр Яцко — Невсебеев, помощник Баболюбова (серия «Октябренок с самолётиком»)
- Александр Дедюшко — Щур, бандит с ножом (серия «Октябренок с самолётиком»)
- Олег Масленников-Войтов — Вадим
- Борис Химичев — профессор Валерий Лукьянович Кандауров (серия «Знак Иуды»)
- Владимир Кашпур — комендант общежития (серия «Знак Иуды»)
- Светлана Свибильская — Бэла (серия «Иерихонские трубы»)
- Андрей Градов — адвокат
- Борис Токарев — Руслан Погорелов
- Всеволод Шиловский — Эвклид, сумасшедший изобретатель (серия «Дом, где исчезают мужья»)
- Виктор Проскурин — Роман Вишняков
- Владимир Епископосян — Агафер, программист и террорист (второй сезон, серия «Уйти и не вернуться»)
- Игорь Ясулович — пьяный (четвёртый сезон, серия «Ледяное пламя»)
- Ян Цапник — Валерий Обаяшев (серия «Раскаявшиеся грешники»)
- Алексей Макаров — Мотя
- Сергей Сазонтьев — Поршнев (второй сезон, серия «Тайна осеннего леса»)
- Игорь Золотовицкий — Лепесткин (второй сезон, серия «Огонь небесный»)
- Оксана Сташенко — Оксана (серия «Исчезнувший Адонис»)
- Марина Казанкова — девушка
- Александр Рыщенков — Бобриков (четвёртый сезон, фильм третий «Ледяное пламя»)
- Игорь Фокин — Фартуков (первый сезон, фильм восьмой «Иерихонские трубы»)
- Александр Наумов — карманник (третий сезон, фильм девятый «По трамвайному билету»)
- Александр Лырчиков — Олег (четвёртый сезон, фильм седьмой «Золотой медальон»)
- Ксения Виват — Даша Кузнецова (четвёртый сезон, фильм седьмой «Золотой медальон»)
- Константин Чепурин — Дима